# 石角悠起
石角悠起（いしずみ ゆうき、男性、1987年11月29日 - ）は、日本のプロボクサー。大阪府枚方市出身。階級はフェザー級。
デビュー当時は大阪帝拳ジム所属。2009年よりフリーとなったが2011年10月から大阪天神ボクシングジムとマネージメント契約を結ぶ。

## 来歴
大阪帝拳ジムでボクシングを始めるが、タイバンコクに渡り、現地のプロライセンス取得。
2006年10月9日、大阪市内でデビュー戦を行い、1Rバッティングにより試合続行不可能となりドロー。
JBCでの日本国内戦績は、1勝4負1引き分けとし引退する。
2010年6月13日に守口ロイヤルパインズホテルでの山口賢一（現・大阪天神ジム会長）の凱旋試合でフリーデビュー。
3回TKO勝利。
2011年9月17日中国天津でWBOユースタイトルマッチ決定戦に出場し10R判定負け
その後タイバンコクラジャスタジアムで3戦2勝1負としタイ国内ランキングSフェザー級2位にランクする。
2012年12月30日空位のSフェザー級のタイ国内タイトル戦でフルマークの判定勝ちをし日本人初のフリー選手でのチャンピオンになる。
その後帰国。
2013年8月11日大阪ナスキーホールで凱旋試合（日本格闘技キック連盟主催）をし見事3RTKO勝ちを収める。

## 戦績
- プロボクシング：13戦6勝(2KO)6敗1引き分け

## 獲得タイトル
- タイ国ラジャダムナン・スタジアム　ボクシングチャンピオン